# Абилов, Кахин Мирзали оглы
Кахин Мирзали оглы Абилов (Мирзализаде (тал. Kahin Əbilov (Mirzəlizodə), азерб. Kahin Mirzəli oğlu Əbilov (Mirzəlizadə), бел. Кахін Мірзалі аглы Абілаў; 16 марта 1968 — 25 мая 2020) — талышский общественно-политический деятель, меценат, предприниматель из Беларуси. Активный деятель талышского национального движения.

## Биография
Кахин Мирзали оглы Абилов (Мирзализаде) родился 16 марта 1968 года в городе Сальян Азербайджанской ССР в семье главного инженера-землеустроителя местного райисполкома Мирзали Абилова (1935−1995) и Гюлдасты Агаевой (1942−2018). В 1974 году в связи с новыми назначениями Мирзали Абилова, семья переехала сначала в г. Нефтчалу, а затем — в родную деревню Кулятон в Масаллинском районе.
В 1985 году с отличием окончил Кулятонскую среднюю школу, в том же году поступил в Брестский инженерно-строительный институт (ныне — Брестский государственный технический университет). В 1986—1988 гг. в Архангельске проходил службу в рядах Советской армии, после чего вернулся в институт и перевёлся в Белорусский политехнический университет в Минске.

### Общественно-политическая жизнь
В годы перестройки, будучи членом Социал-демократической партии Азербайджана, одновременно был и активистом Белорусского Народного фронта. Публиковался в партийной газете «Истиглал», уже тогда предупреждая об опасности набравших в многонациональном Азербайджане обороты идей пантюркизма. Кахин также печатался и в белорусской печати в связи с защитой интересов местной диаспоры выходцев из Азербайджана, сообщал о политических преследованиях в Азербайджане, освещал Первую карабахскую войну. Летом 1990 года был отчислен из института главным образом в связи со своей политической деятельностью. Зардушт Ализаде, возглавлявший в первой половине 1990-х гг. Социал-демократическую партию Азербайджана выразился так о Кахине:
Кахин сильно переживал из-за неправильного понимания в Азербайджане талышского вопроса. Он беспокоился, что этим могут воспользоваться силы, стремящиеся поссорить талышей и азербайджанцев.
В 1992 году Кахин возглавил группу журналистов из Белоруссии и Японии, которая направилась в Агдам для освещения военных событий в период Первой карабахской войны.
Также в 1992 году вместе с двенадцатью другими единомышленниками Кахин создаёт благотворительное общество «Бабек». Оно было создано с целью укрепления и развития культурных, экономических и политических связей между Азербайджаном и Белоруссией и участвовало в организации поездки детей Карабаха совместно с детьми Чернобыля в Германию.
Кахин дружил с деятелями белорусской культуры, в том числе с поэтом Рыгором Бородулиным. Вместе с Бородулиным они подготовили сборник переводов талышской поэзии на белорусский язык, который пока так и не увидел свет.
В начале 2000-х годов Кахин Абилов был активным участником белорусской диаспоры выходцев из Азербайджана, одним из основателей и заместителем председателя общины «Гобустан» (Минск) и заместителем председателя Конгресса азербайджанских общин Белоруссии. Являясь успешным предпринимателем, Кахин создаёт строительную компанию «Симург Арт» и свою мини-футбольную команду «Симург», которая стала двукратным чемпионом Беларуси и первым трехкратным обладателем Кубка Беларуси, а также призёром Межконтинентального кубка. Кахин являлся одним из организаторов любительского мини-футбольного турнира «Новруз» среди выходцев из Азербайджана. В 2000 году Кахин спродюсировал документальный фильм Сергея Лукьянчикова «Странствующий павлин» о художнике Камале Гаджиеве.
С 2005—2006-х годов Кахин начал отходить от участия в деятельности азербайджанской диаспоры в связи с резким ростом политических разногласий с руководством конгресса, которое крайне негативно реагировало на деятельность талышских просветительских организаций.

### Меценатская деятельность
Строительная компания «Симург Арт» участвовала в обустройстве кровли различных религиозных объектов: церкви св. Михаила Архангела в г. Жодино, татарской мечети в пос. Смиловичи (безвозмездно), татарского молельного дома в г. Молодечно (безвозмездно выполнены работы), центральной мечети Минска, реконструкции кровли татарской мечети в г. Ивье (XIX в.) и синагоги в Слониме (XVII в.). Компания выполняла различные работы в строительной сфере на разных объектах.
Кахина Абилова (Мирзализаде) можно считать крупнейших талышским меценатом. Кахин поддерживал издание талышских газет «Толыш» («Талыш») и «Шавнышт» («Ночные посиделки»), участие в основании Международного фонда возрождения талышской культуры, финансирование выпуска первого музыкального альбома на талышском языке («Баханд, Толыши былбыл» («Пой, талышский соловей») певца Исраиля Мамедова), публикация множества книг на талышском языке, а также книг по истории и культуре талышского народа на других языках. Он был одним из основателей и бессменным управляющим делами первого талышского научного центра — Талышской Национальной Академии, объединения учёных, изучавших талышскую историю, этнографию, культуру. Кахин участвовал в финансировании первой «Грамматики талышского языка» Ш. А. Садыхзода и «русско-талышского разговорника» Ф. Абосзода. Также международный фонд возрождения талышской культуры спонсировал выпуск двух художественных фильмов на талышском языке студии «Эджи-Мур»: «Дыласут» (талыш. «Сердобольная», 2004 г.) и «Дыво» (талыш. «Молитва», 2005 г.).
Редакция islam.by отмечает значительный вклад Кахина в строительство мечети в Смиловичах. При его помощи была установлена крыша Смиловичской мечети. Мусульмане вспоминают о нём как о искреннем, хорошем верующем.
В декабре 2003 года Кахин и другие талышские активисты создали информационную платформу www.tolishpress.org Архивная копия от 15 августа 2020 на Wayback Machine — первого и центрального рупора Талышского Национального Движения. Кахин являлся бессменным администратором платформы. На этом сайте выросло целое поколение молодых талышских патриотов.

### Правозащитное направление
Иным активным направлением деятельности Кахина была правозащитная деятельность, он защищал права талышского народа. Он выступал в прессе в поддержку незаконно арестованных общественных и политических деятелей как Новрузали Мамедов, Гилал Мамедов и Фахраддин Абосзода. Вместе с известной российской правозащитницей Светланой Ганнушкиной участвовал в организации пресс-конференций по защите прав вышеуказанных лиц.
В 2014 году Кахин принимал участие в прошедшей в Европарламенте конференции «Права меньшинств, примирение и прогресс в установлении мира на Южном Кавказе», на которой обсуждался талышский вопрос.
В 2018 году Кахин Абилов дал комментарий Виртуальному Дискуссионному Клубу «Мысль» (ВДК «Мысль») и Информационно-Аналитическому Агентству «Кавказский обозреватель» в связи с арестом талышского учёного и политического деятеля Фахраддина Абосзода:
Многочисленные систематические преследования талышских политических и общественных деятелей в Азербайджанской Республике по надуманным и сфабрикованным делам заставляют опасаться за жизнь Фахраддина Абосзода если его экстрадируют. Так, в 1990-е годы, были арестованы и осуждены на длительные сроки десятки деятелей Талыш-Муганской Автономной Республики — Альакрам Гумматов, Микаил Гаджиев, Аждар Гурбанов, Бахтияр Гаджиев, Умудвар Кальбиев, Али Насир, Зульфугар Керимов и др. Некоторые из них умерли в заключении. В 2007 г. по обвинениям в шпионаже в пользу Ирана был арестован и осужден известный талышский филолог, автор учебников талышского языка, редактор газеты «Голос Талыша» Новрузали Мамедов. В 2009 г. он скончался в тюрьме, а на свободе были убиты двое его сыновей. В 2012 г. был арестован и осужден по обвинению в шпионаже в пользу Ирана следующий редактор газеты «Голос Талыша», создатель Талышской Народной партии Гилал Мамедов. Сейчас власти Азербайджанской Республики сфабриковали дело против Фахраддина Абосзода.
Со слов Гилала Мамедова, Кахин Абилов (Мирзализаде) в Азербайджане не подвергался преследованиям, он приезжал в страну два года назад (в 2018 году) на похороны своей матери.

### Смерть
25 мая 2020 года Кахин был госпитализирован с пневмонией, ему делали два теста на коронавирус, оба были отрицательными. В качестве причины смерти Кахина Мирзализаде записали сердечную недостаточность. 26 мая 2020 года в связи со смертью Кахина Абилова президент Талыш-Муганской Автономной Республики (ТМАР) Альакрам Гумматов и правительство ТМАР в изгнании приняли решение объявить трёхдневный траур.
29 мая 2020 года Кахин был похоронен в родном селении Кулятон Масаллинского района Азербайджана.

#### Статьи
- Минскдә азәрбајҹанлылар (Азербайджанцы в Минске)// Истиглал. 28.09.1993, с. 3.
- Минскдән бахыш// Истиглал. 18.02.1992.
- Просто обидно…// Знамя юности. 22.08.1991.
- Азербайджан: палiтычныя рэпрэсii// Грамада. 1991, август, № 2.
- И снова «старший брат»… // Знамя юности. 18.12.1991.
- Далекий и близкий Кавказ// Знамя юности. 10.07.1991.